# TurboSquid
 TurboSquid は、3Dグラフィックスで使用されるストック3Dモデルを、コンピューターゲーム、アーキテクチャ、インタラクティブトレーニングなど、さまざまな業界に販売するデジタルメディア企業である。本社はニューオーリンズ、ルイジアナ州ニューオーリンズにある。2019年の時点で、TurboSquidのライブラリには800,000を超える 3Dモデルがある。Turbosquidには、テクスチャマップなど、13万 を超える他の製品もある。2021年、TurboSquidはShutterstockに7,500万ドルで買収された。